# Lentula obtusifrons
Lentula obtusifrons is een rechtvleugelig insect uit de familie Lentulidae. De wetenschappelijke naam van deze soort is voor het eerst geldig gepubliceerd in 1878 door Stål.